# فهد الثنیان
فهد الثنیان (عربی: فهد محمد الثنيان؛ زادهٔ ۲۹ اوت ۱۹۸۶) یک بازیکن فوتبال اهل عربستان سعودی است.
از باشگاه‌هایی که در آن بازی کرده‌است می‌توان به الهلال عربستان و التعاون عربستان اشاره کرد.